# Honda Monkey

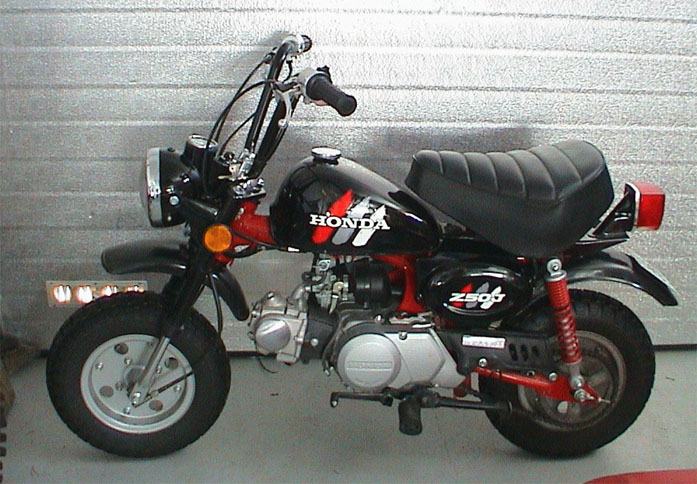
Honda Monkey Z50

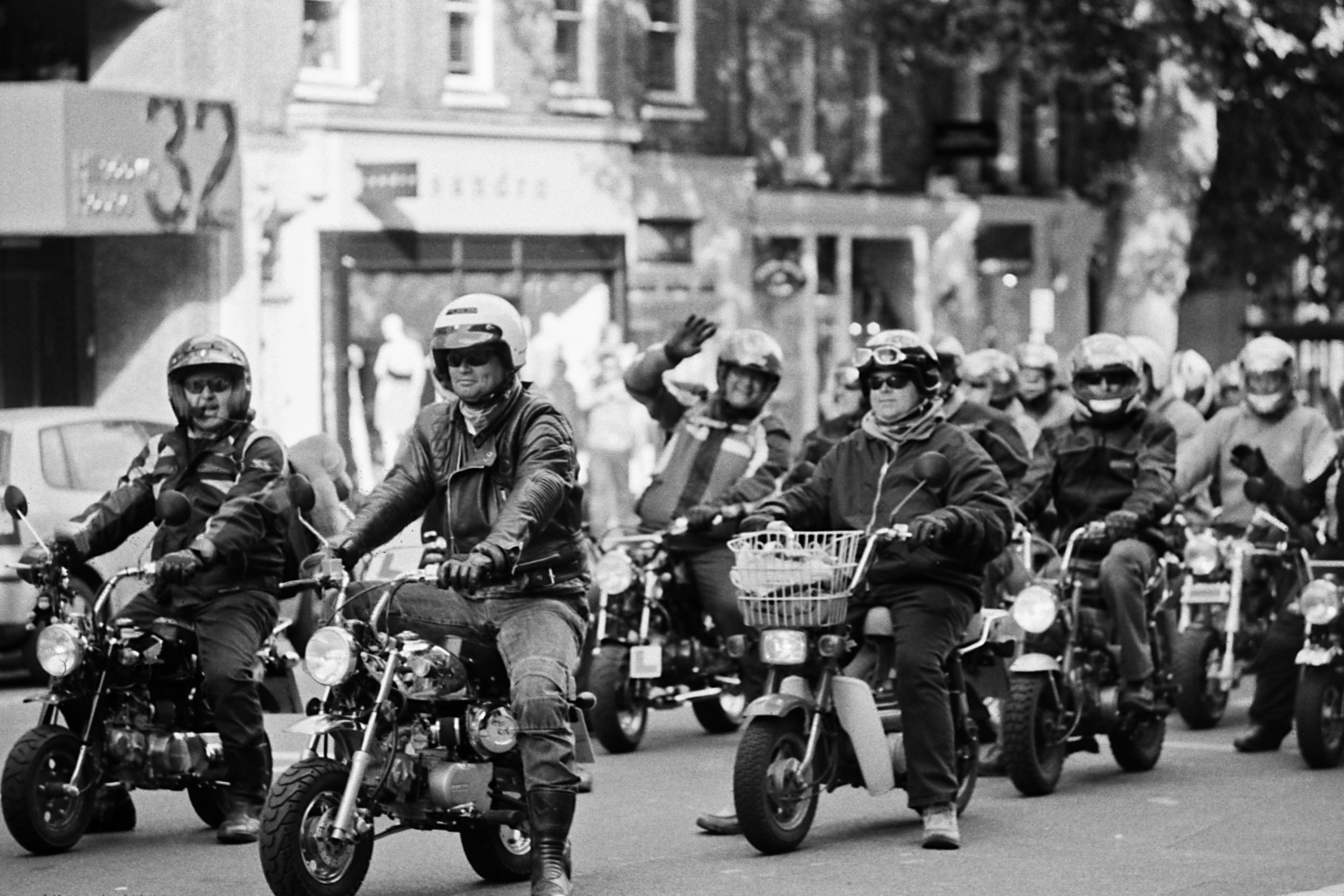
Un rassemblement de passionnés du Monkey à Hampstead, Angleterre (2011).

Le Honda Monkey est une mini moto du constructeur japonais Honda née en 1961 sous le type Z100. Il est équipé d'un moteur 4-temps monocylindrique de 49 cm3. Son poids est d'environ 40 kg et sa taille réduite permet le transport dans un coffre de voiture.
La plupart des monkey possèdent le même moteur que le Dax et que d'autres modèles de la marque (SS 50, C50, Chaly...)
Le Monkey est toujours produit en 2014, mais seulement pour le Japon et quelques pays asiatiques.
À partir de 2018 une version 125 cm3 du Monkey est re-commercialisé à l'échelle mondiale .

## Historique
Le Z100 est créé à l’origine pour le circuit de Suzuka construit par Honda au Japon. Ce modèle, à l’origine de tous les autres, était aussi utilisé dans des parcs d’attractions. La petite moto reprenait le moteur du C100 de la marque. Le nom de Monkey vient du fait que les gens, une fois sur les Z100, ressemblent à des singes (« monkey » signifie « singe » en anglais).
Avec le succès du Z100 dans les parcs, Honda décida de lancer un modèle homologué, le CZ 100. Le CZ 100 fut importé de 1963 à 1967 en Europe. Ce modèle possède des roues de 5 pouces et il n’a aucune suspension, le moteur semi-automatique à trois vitesses inspiré du C100, n’a pas d’arbre à cames en tête de culasse.
Le remplaçant du CZ 100 est le Z50 M importé de 1967 à 1969. Le Z50 M possède une selle escamotable, des roues de 5 pouces, un guidon repliable. Le moteur a évolué, il possède toujours une boite semi-automatique à trois vitesses mais désormais l’arbre à cames est en tête de culasse, il s’agit du moteur créé pour le C50 ou Cub 50. Il n’y a toujours pas de suspension sur ce modèle.
En 1969 sort le Z50 A. Ce modèle reprend le cadre du Z50 M mais il présente plusieurs modifications. Les roues sont de 8 pouces, il possède une fourche mécanique à l’avant. La selle est fixe mais le guidon est toujours repliable pour faciliter le transport. Le moteur est identique au M.
En 1974, Honda sort le premier Z50 J, appelé aussi Z50 J1. Il reçoit un nouveau cadre, avec un bras oscillant et deux amortisseurs mécaniques, une selle et un réservoir différents. Le moteur est toujours identique (boîte à trois rapports semi-automatique). Le Z50 J évolue en Z50 J2 en 1978, la selle change, ainsi que le réservoir, la moto reçoit un petit porte-bagages à l’arrière. La même année un modèle dérivé du J2 est lancé : le Gorilla. Ce modèle dispose d'un réservoir avec une capacité beaucoup plus importante, une selle différente, un guidon différent. Il possède un porte-bagages à l’avant et à l’arrière. Un an plus tard, en 1979, Honda décline son J2 en R. Le Z50 R est destiné aux enfants, il possède donc une selle plus basse et n’est pas homologué, tous les moteurs de Z50 R sont à boîte de vitesses semi-automatique.
De 1978 à 1980, deux types de moteurs ont cohabité sur les Z50 J : des moteurs à boîte à trois vitesses semi-automatique, équipant des modèles désignés comme J1 au Japon mais avec le même design que les J2. Et des moteurs à quatre vitesses manuelles.
En 1987, un tout nouveau modèle voit le jour : il s’agit du Monkey R, il dispose d’un cadre péri-métrique, d’une fourche hydraulique à freinage à disque et d’un mono-amortisseur hydraulique, le moteur dispose d'une boîte de vitesses manuelle. L’année suivante le ZB sort, il ressemble au Monkey R mais ne possède pas de frein à disque à l’avant ni de guidon typé « bracelet ». Le moteur du ZB est lui à boîte de vitesses semi-automatique. Le Monkey RT ressemble au Monkey R mais possède un guidon standard et un porte-bagages arrière.
Les Z50 évoluent en 1988 avec l’apparition des moteurs et des faisceaux électriques 12 volts (les Monkey R et ZB en sont équipés). Le Z50 R est totalement revu au niveau esthétique.
En 1991, un nouveau modèle est lancé, le Monkey Baja. Il reprend l’esthétique des nouveaux Z50 R mais il est homologué, il est donc doté de phares et de clignotants.
En 2009, Honda sort un nouveau modèle, le Monkey FI, qui possède le système d’injection PGM-FI de la marque. Il a une selle et un réservoir différents des J2.
Le Monkey est aujourd'hui copié par de multiples constructeurs chinois, en 50 et 125 cm3.
En 2018, Honda ressuscite le monkey avec une version 125 cm3  sous la dénomination commerciale Z125MA, doté de l'ABS sur le frein avant (suivant les versions des pays de vente) d'une Injection électronique PGM-FI et d'un éclairage à LED (suivant version pays) Honda revisite le monkey dans un style vintage tout en gardant sa forme originelle et caractéristique.
D'une capacité de carburant de 5,6 Litres, Honda annonce une consommation d'à peine 1,49 l/100 km pour une puissance de 6,9 kW (9,4 ch) à 7 000 tr/min et un couple de 11 N m à 5 250 tr/min.
Cette nouvelle et dernière version est doté d'une transmission manuelle à 4 rapports.
Au 2 janvier 2019, son prix de vente en France était affiché à 4 099 euros. Le prix est de 4 149 euros a de nouveau été modifié en aout 2021.
Le 22 février 2022, Honda annonce un partenariat avec one piece pour l'édition limitée de pièces et de véhicules monkey 125 limité à 300 exemplaires.